# Absetzbecken

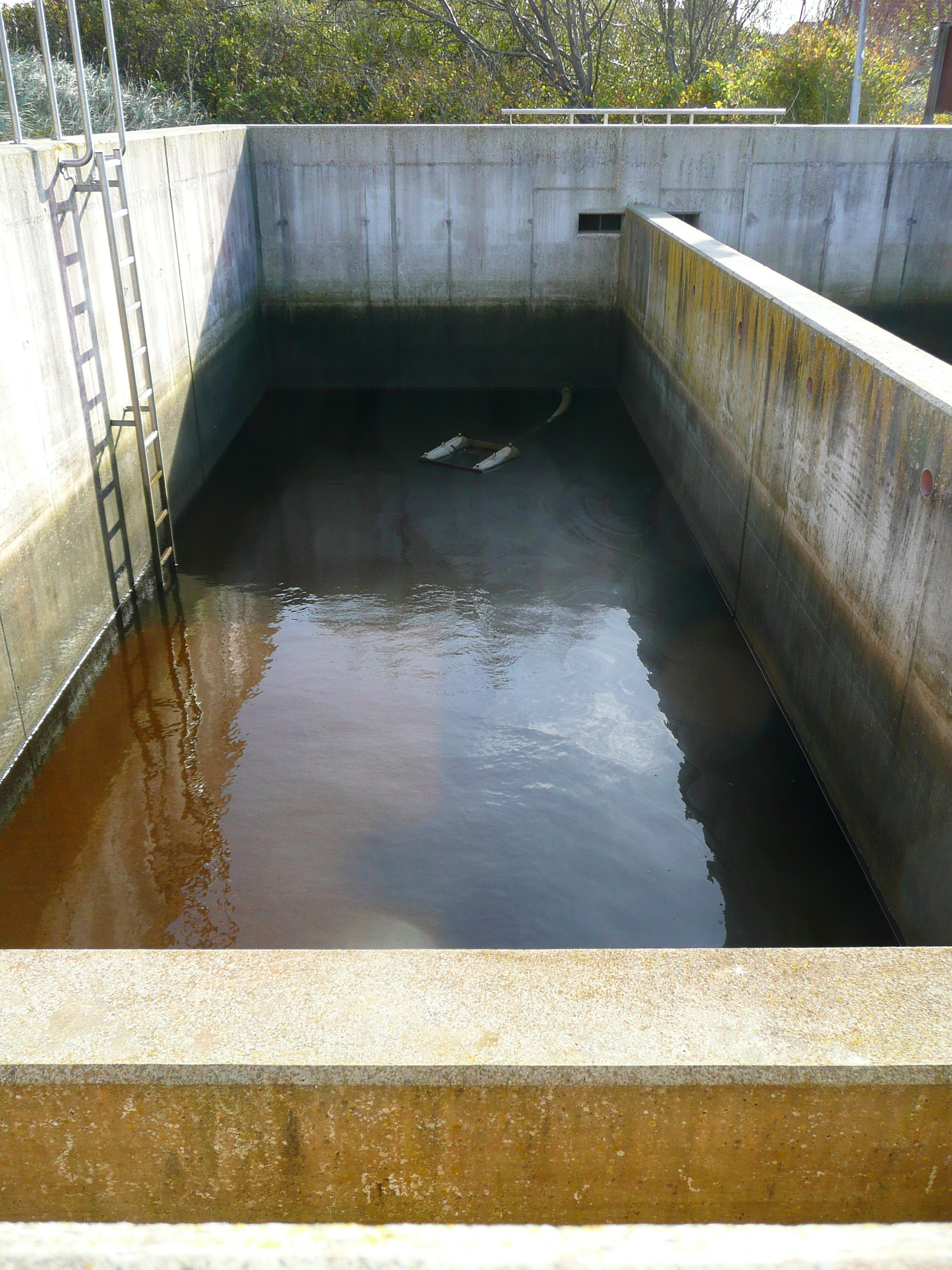
Absetzbecken auf Juist

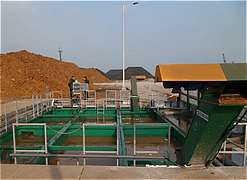
Absetzbecken aus Stahl mit zwei Kratzförderern zum automatischen Schlammaustrag

Ein Absetzbecken (auch Absetzanlage genannt) ist ein nahezu strömungsfreies Becken, in dem durch die Schwerkraft Wasserinhaltsstoffe sedimentiert werden und damit eine Abtrennung absetzbarer Stoffe von einer Flüssigkeit erzielt werden kann.
Differenziert in Vorklärbecken und Nachklärbecken werden Absetzbecken in Kläranlagen zur Reinigung von Abwässern verwendet, sie können jedoch auch als Teil der Entwässerungsanlagen von Straßen und Gebäuden dienen.

## Absetzbecken in Kläranlagen
Dekantierbare Stoffe, also genügend große Partikel, welche schwerer sind als Wasser, können je nach Partikelgröße mit Hilfe von Sandfängen oder Schlammsammlern aus Flüssigkeiten (in der Regel Wasser oder Abwasser) entfernt werden. Während das Wasser einen Schacht durchläuft, sinken schwerere Partikel wie Sand, Erde, Schleifstaub usw. in den unteren Teil des Behälters und bleiben dort liegen.
Wenn die Beckenwände steil sind, können die abgesetzten Stoffe durch die Schwerkraft in eine Trichterspitze rutschen und dort entnommen werden. Dies erfordert jedoch eine erhebliche Beckentiefe. Zumeist werden flache Becken verwendet, in denen ein mechanischer Räumer wie beispielsweise ein Kettenräumer den Schlamm zum Trichter und somit zur Entnahme fördert.
Sonderfälle stellen Absetzbecken mit integrierten Faulräumen dar. Der so genannte Emscherbrunnen der Abwassertechnik besitzt unter dem Absetzraum eine Faulkammer, in die der Schlamm selbsttätig rutscht. Da dieser Faulraum nicht beheizt ist, ist die Stabilisierung des Schlammes nicht hervorragend. Faulgas kann nicht genutzt werden.
Bei Kleinkläranlagen werden mehrkammerige Absetzbecken zur mechanischen Reinigung vorgeschaltet. Diese sind nicht nur auf den zur Sedimentation erforderlichen Raum bemessen, sondern auch zur Stapelung des Schlammes bis zur Entsorgung (Ausnutzung des Fahrzeugvolumens).

## Absetzbecken in Versickerungsanlagen
Solche Absetzbecken werden als Schlammsammler auch bei Versickerungsanlagen vorgelagert. Durch die Absetzung des Schlamms wird das Eindringen von feinen Partikeln in den Versickerungsuntergrund (Sand, Kies, Erde) verringert. Dadurch wird das Verdichten des Bodens, der dann das Sickerwasser nicht mehr so leicht aufnehmen könnte, verhindert.
Die Effektivität eines solchen Schlammsammlers ist abhängig vom Durchmesser des Schachts und von der Absetzraumtiefe. Die feinen Partikel haben eine geringe Sinkgeschwindigkeit. Daher sind 0,8 m Schachtdurchmesser bei 1 m Absetzraumtiefe ein Mindestmaß für Versickerungsanlagen des Regenwassers.
Ein nach unten gebogenes Rohr bildet den Abfluss für das Wasser in ein Sammelbecken oder zur Sickergalerie mit Sand, Kies oder Drainagerohren zur flächenmäßig weiteren Verteilung.

## Absetzbecken im Bergbau
Im Bergbau bezeichnet man betonierte Becken oder durch Aufschüttung von Dämmen künstlich angelegte Teiche, die der Klärung von Abwässern (Trüben) aus der Aufbereitung mineralischer Rohstoffe dienen, als Absetzbecken, Klär- oder Schlammteich, Industrielle Absetzanlage; regional im Saarland sind Absink- bzw. Schlammweiher verbreitet.

## Normen und Standards
- Richtlinien für die Anlage von Straßen – Teil: Entwässerung